# Většina
Většina (knižně majorita) znamená větší část (lidí nebo věcí), opakem je menšina (knižně minorita). Pojem většina se často používá v souvislosti s hlasováním a rozhodováním. Při hlasování o různých záležitostech (parlament, společníci právnických osob apod.) je vždy definováno, jaká většina je potřeba k přijetí určitého rozhodnutí. V praxi se používá celá řada typů většin. Většina bez přívlastku znamená vždy „více než polovina“.

## Druhy většiny

### Relativní většina
Relativní většina je největší díl množiny. Má ji ten, kdo má více hlasů než každý jiný.
Relativní většina je dobře známá z parlamentních voleb. Díky relativní většině vítězí ta strana, která dostane od voličů nejvíce hlasů. Není přitom potřeba získat nadpoloviční většinu hlasů.
Rozhodování relativní většinou je nejslabší formou přijímání nějakého rozhodnutí hlasováním. Na výsledek nemá žádný vliv počet propadlých hlasů, hlasů, které se zdržely hlasování, ani počet hlasů, které hlasovaly pro jiné alternativy.
V České republice musí vítězná strana parlamentních voleb obvykle vytvořit koalici s některými méně úspěšnými stranami, aby společně dosáhly většinu absolutní.

### Prostá většina
Prostá většina představuje nadpoloviční většinu ze všech platných odevzdaných hlasů. Stejně jako u většiny relativní se nepočítá ze všech potenciálních hlasů, ale pouze z hlasů, které hlasovaly pro některou z alternativ. Prostá většina proto může být dosažena i tehdy, pokud pro jednu alternativu hlasu hlasovala menšina, ale většina potenciálních hlasů propadla kvůli neúčasti na hlasování.

### Absolutní většina
Absolutní většina je nadpoloviční většina z přesně definovaného celkového počtu hlasů. Do celkového počtu hlasů se obvykle mimo hlasů pro a proti započítávají i hlasy neplatné a hlasy, které se zdržely hlasování. Stručně řečeno: Absolutní většinu má ten, kdo má více než polovinu hlasů, které mohly být odevzdány.

### Kvalifikovaná většina
Kvalifikovanou většinu má ten, kdo má předem stanovený podíl hlasů, který je zpravidla větší než u dosud jmenovaných většin (např. 2/3 hlasů). V českém ústavním řádu je to zpravidla 60 % neboli 3/5 hlasů.

### Ústavní většina
Označení ústavní většina se používá pro označení většiny potřebné pro přijetí ústavního zákona, jímž může být měněna nebo doplňována ústava. Například v Česku jde o třípětinovou většinu všech poslanců a třípětinovou většinu přítomných senátorů, přestože takto výslovně danou většinu Ústava ČR nepojmenovává.

## Vztah jednotlivých druhů většiny
Každá absolutní většina je zároveň většina prostá. Každá prostá většina je zároveň většina relativní.